# Egg an der Günz
Pour les articles homonymes, voir Egg.
Egg an der Günz est une commune de Bavière (Allemagne), située dans l'arrondissement d'Unterallgäu, dans le district de Souabe.